# Fundación de Orquestas Juveniles e Infantiles de Chile
La Fundación de Orquestas Juveniles e Infantiles de Chile (FOJI) es una fundación chilena, dependiente del Estado, que busca entregar oportunidades de desarrollo a través de la música a niños y jóvenes de Chile. Forma parte del Ministerio de las Culturas, las Artes y el Patrimonio.

## Historia
Tuvo como inspiración el Sistema de Orquestas Juveniles de Venezuela, conocido por el director de orquesta chileno Fernando Rosas Pfingsthorn durante un viaje realizado a ese país en 1991, por invitación del ministro de Cultura de Venezuela José Antonio Abreu. Al año siguiente, la Fundación Beethoven y el Ministerio de Educación crearon el Programa Nacional de Creación y Apoyo a las Orquestas Sinfónicas Juveniles y en 1992 se creó la Orquesta Sinfónica Nacional Juvenil (OSNJ).
En 2001 se creó la Fundación de Orquestas Juveniles e Infantiles de Chile, por iniciativa de Rosas y de la primera dama Luisa Durán.
A fines del 2022, la FOJI pasó a depender del Ministerio de las Culturas, las Artes y el Patrimonio.
Para celebrar los 30 años de la Orquesta Sinfónica Nacional Juvenil, precursora de la FOJI, en enero de 2023 miembros actuales e históricos de la FOJI interpretaron bajo la batuta del director Paolo Bortolameolli la Octava Sinfonía de Gustav Mahler. Fue la primera vez que se interpretó esta obra monumental en el país sudamericano, que requiere, al menos, unos 600 músicos en escena.[cita requerida]

## Directores ejecutivos
- Fernando Rosas Pfingsthorn (2001-2006)
- Luisa Durán de la Fuente (2006-2010)
- Maritza Parada Allende (2010-2014)[4]
- Walter Valdebenito Pedreros (2014-2015)[5]
- Haydée Domic Tomicic (2015-2018)[6]
- Alejandra Kantor Brücher (2018-2022)[7]
- Miguel Farías Vásquez (2022-2023)
- Pablo Aranda Rojas (2023- )